# Palander af Vega
Palander af Vega var en svensk adlig ätt, ursprungligen stammande från Finland (enligt traditionen). Ursprunget räknas numera till Södermanland, Sverige.
Kommendörkaptenen Louis Palander adlades 1880 med namnet Palander af Vega som ätt nummer 2 341. Ätten utgick på svärdssidan 1931 med Louis Palanders son, sjukgymnasten och affärsmannen Axel Palander, som var gift men inte hade barn. På spinnsidan utgick ätten 1961 med Axel Palanders syster.